# Tord Holmgren
Tord Holmgren (Palohuornas, 1957. november 9. –) válogatott svéd labdarúgó, középpályás. Testvére Tommy Holmgren (1959–) válogatott labdarúgó.

## Pályafutása

### Klubcsapatban
1977-ben a Gällivare, 1977 és 1987 között az IFK Göteborg labdarúgója volt. A göteborgi csapattal négy svéd bajnoki címet és három kupagyőzelmet szerzett. Tagja volt az 1981–82-es és az 1986–87-es idényben UEFA-kupagyőztes együttesnek. 1988-ban a norvég Fredrikstad csapatában fejezte be az aktív játékot.

### A válogatottban
1979 és 1985 között 26 alkalommal szerepelt a svéd válogatottban és egy gólt szerzett.

## Sikerei, díjai
IFK Göteborg
- Svéd bajnokság (Allsvenskan)
  - bajnok (4): 1982, 1983, 1984, 1987
- Svéd kupa (Svenska Cupen)
  - győztes (3): 1979, 1982, 1983
- UEFA-kupa
  - győztes (2): 1981–82, 1986–87